# 하이퍼 스케이프
하이퍼 스케이프(Hyper Scape)는 유비소프트 몬트리올이 개발하고 유비소프트가 마이크로소프트 윈도우, 플레이스테이션 4, 엑스박스 원용으로 배급한 부분 유료화 1인칭 슈팅 배틀 로열 게임이다. 이 게임은 비디오 게임 라이브 스트리머 연동이 가능하여 트위치의 시청자들이 시합의 결과에 영향을 줄 수 있다.
마이크로소프트 윈도우용 오픈 베타가 2020년 7월 12일 출시되었다. 이 게임은 마이크로소프트 윈도우, 플레이스테이션 4, 엑스박스 원용으로 2020년 8월 11일 출시되었다. 이 게임은 2022년 4월 28일 종료되었다.